# Фара (РЛС)
Фара — сімейство російських портативних радіолокаційних станцій безперервного випромінювання.
Призначена для радіолокаційного спостереження за місцевістю, розвідки та ідентифікації цілей, а також наведення на виявлені цілі різних засобів ураження (кулемети, гранатомети тощо) у тому числі в умовах відсутності оптичної видимості. Розроблено та виробляється НВО «Стріла» концерну Алмаз-Антей .
Існує три модифікації РЛС:
- Базовий виріб 1Л111 станція ближньої розвідки СБР-3 «Фара-1».
- Розвиток «Фара-1» — «Фара-ПВ».
- Розвиток «Фара-ПВ» — «Фара-ВР». Вперше представлена на МАКС-2011.

## Складові
Склад комплексів «Фара-1» та «Фара-ПВ» незначно відрізняється (див. розділ модифікації), проте в обидва комплекси входять :
- Прийомопередавач антени (АФАР)
- З'єднувальні кабелі
- Пульт керування (свій для конкретної модифікації)
- Акумуляторна батарея та зарядний пристрій
- Тринога з приводом наведення
- Телефони головні
- Пристрій для перенесення

## Модифікації

### Фара-1
«Фара-1» призначена виявлення цілей, і навіть наведення ними різного озброєння — зокрема кулеметів, гранатометів і знарядь бронетехніки. Комплекс забезпечує ефективне ураження цілей за умов поганої оптичної видимості.
До складу комплексу Фара-1 додатково входять: компас, ящик для укладки, поляризатор і спеціалізоване кріплення для закріплення антени на зброї (різні для наведення кулеметів, гранатометів, знарядь або для закріплення на засобах спостереження).

### Фара-ПВ

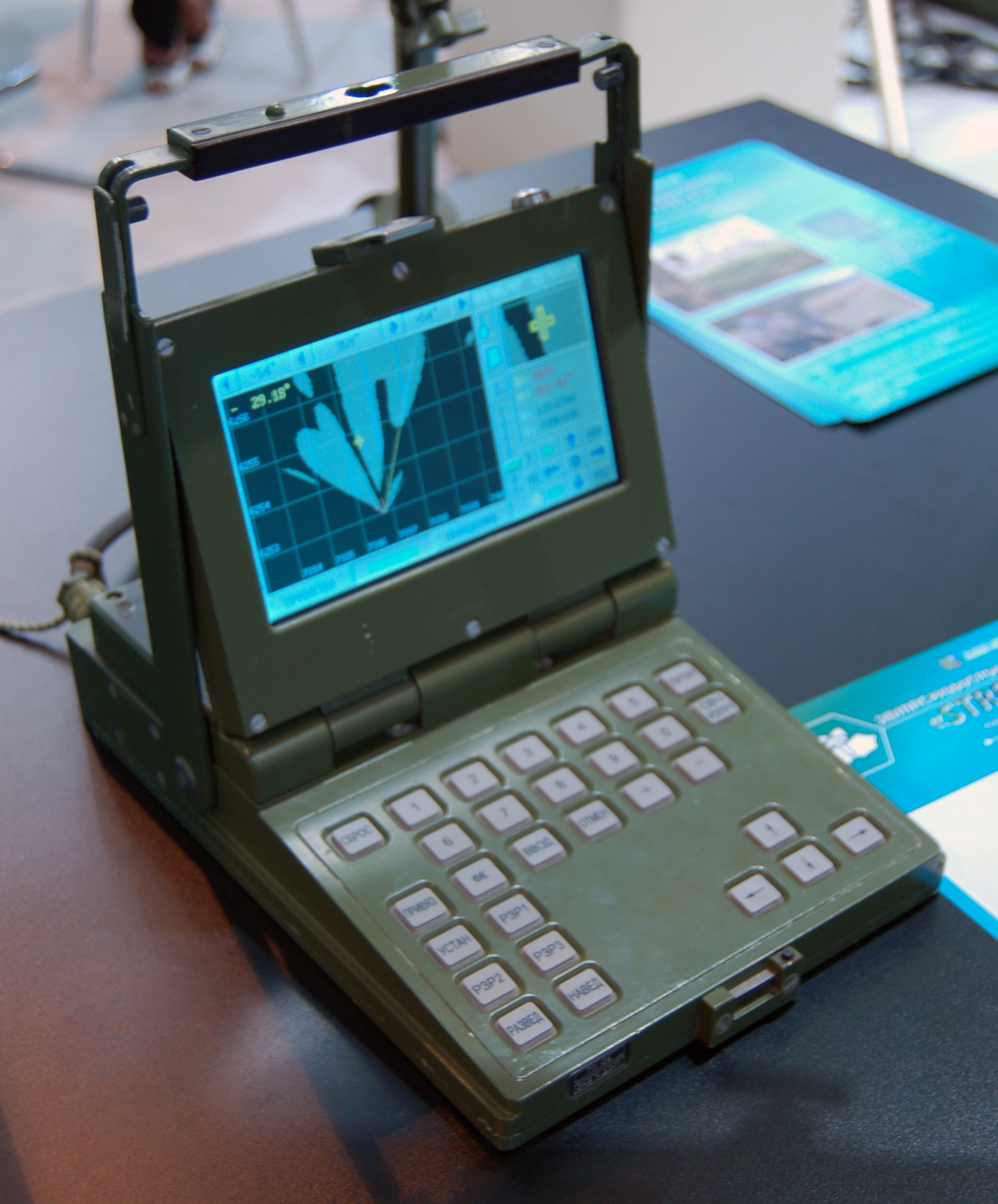
Термінал відображення інформації комплексу Фара-ПВ

«Фара-ПВ» є станцією радіолокації ближнього виявлення з пристроєм панорамного огляду. Вона призначена для ведення цілодобового спостереження за пересуванням людей та техніки у важкодоступних районах, а також в умовах обмеженої видимості. Координати виявлених цілей можуть передаватися військовим засобам ураження.
До складу комплексу «Фара-ПВ» додатково включається оптичний візир.

## Тактико-технічні характеристики
Фара-1
- Діапазон робочих частот — 2см
- Дальність виявлення
  - людини — 2 км
  - танка — 4 км
- середня помилка визначення координат
  - по дальності — 20 м
- потужність споживання — 12 Вт
- час безперервної роботи від автономного джерела живлення — 6 годин
- маса виробу — 16.5 кг[4]

Фара-ПВ
- Дальність виявлення
  - людини — 3 км
  - автомобіля — 6 км
- середня помилка визначення координат
  - по дальності — 10 м
- потужність споживання — 30 Вт
- час безперервної роботи від автономного джерела живлення — 6 годин
- маса виробу — 21.5 кг